# Галлахер, Патрик
Па́трик Джеймс Га́ллахер (англ. Patrick James Gallagher; род. 21 февраля 1968, Нью-Уэстминстер) — канадский актёр.

## Биография
Галлахер родился 21 февраля 1968 в Нью-Уэстминстере (Британская Колумбия, Канада). Имеет китайские и ирландские корни. Смешение монголоидной и европеоидной рас дало Галлахеру внешность типичного тураноида (тюркская внешность), которая в свою очередь дала возможность сыграть роль исторического полководца Аттилы в фильме «Ночь в музее».

## Избранная фильмография
| Год       |    | Русское название            | Оригинальное название                           | Роль          |
| --------- | -- | --------------------------- | ----------------------------------------------- | ------------- |
| 2000      | тф | У мамы свидание с вампиром  | Mom's Got a Date with a Vampire                 | «Кость»       |
| 2003      | ф  | Хозяин морей: на краю земли | Master and Commander: The Far Side of the World | моряк Дэвис   |
| 2006      | ф  | Ночь в музее                | Night at the Museum                             | Аттила        |
| 2009      | ф  | Ночь в музее 2              | Night at the Museum: Battle of the Smithsonian  | Аттила        |
| 2009—2010 | с  | Хор                         | Glee                                            | Кен Танака    |
| 2010      | с  | Гавайи 5.0                  | Hawaii Five-0                                   | Карлос Багойо |
| 2010      | ф  | Легенда о танцующем ниндзя  | Dancing Ninja                                   | Сабу          |
| 2014      | ф  | Ночь в музее 3              | Night at the Museum 3                           | Аттила        |
| 2020      | ф  | Рождественские хроники 2    | The Christmas Chronicles 2                      | охранник      |